# 黃澤 (元朝)
黄泽（1260年—1346年），字楚望，资州人，家居江州，元朝政治人物。

## 生平
黄泽研习程朱理学闻名江西，以明经学道为志。著有《颜渊仰高钻坚论》、《易春秋二经解》、《二礼祭祀述略》。元成宗大德年间，江西行省授为江州景星书院山长。又教授于南昌东湖书院，转任东湖书院山长，受学之人甚众。作《思古吟》、《十翼举要》、《三传义例考》、《丘甲辩》等。当时覃思之学，以他为第一。后秩满返乡，秩满即归返乡，闭门授徒，以著述为事，授徒以赡养双亲。晚年家贫，家人采木实草根以充饥，而不以为意。

## 著作
悉心考释经学著作，著有《易学滥觞》《春秋指要》《春秋师说》等。